# Eiko Kadono
Eiko Kadono (角野 栄子 Kadono Eiko?, Tokio, Japón, 1 de enero de 1935) es una escritora japonesa de novelas infantiles, libros ilustrados, textos de no ficción y ensayos históricos referidos a los períodos japoneses Showa y Heisei. Su obra célebre es la novela infantil de 6 volúmenes Majo no takkyūbin (Nicky, la aprendiz de bruja; Kiki: entregas a domicilio), la cual fue adaptada a una película de animación japonesa en 1989 por Hayao Miyazaki, bajo el mismo nombre y a una película de acción real en 2014 por Takashi Shimizu, de título homónimo.

## Biografía
Eiko Kadono, cuyo nombre de nacimiento es Eiko Watanabe, nació en Tokio el 1 de enero de 1935. Tempranamente, a la edad de 5 años, pierde a su madre. En 1941, cuando inicia la Guerra del Pacífico, también denominada Gran Guerra de Asia Oriental, su padre debe asistir a la guerra. En 1944, producto del conflicto bélico originado por la Segunda Guerra Mundial, fue evacuada a la prefectura de Yamagata. Ante el crecimiento de los ataques aéreos en Tokio, se trasladó a la prefectura de Chiba junto a sus hermanos menores, lugar en donde permanecieron hasta finalizada la guerra. Su obra Tonneru no mori 1945 está basada en sus memorias respecto a aquella época.
Asistió a la Universidad Nihon Fukushi, ubicada en la prefectura de Aichi. Viajó a Estados Unidos, en donde estudió literatura inglesa en la Universidad de Waseda con Tatsunokuchi Naotaro, un conocido traductor de obras de Truman Capote, Mark Twain y Ernest Hemingway. Luego de su graduación, a la edad de 25 años, emigró a Brasil, São Paulo, en donde residió dos años. Esta experiencia fue fuente de inspiración para escribir la novela infantil Ruijinyo shōnen – Burajiru wo tazunete (El joven Luisinho: un viaje a Brasil). Luego de dejar el país brasileño, Kadono viajó, en un transcurso de 4 meses, por distintos lugares, entre los cuales se encuentran Estados Unidos, Canadá y Europa. Luego de esto, retornó a Japón.

## Carrera
En 1970, a la edad de 35 años, debutó como escritora de novelas infantiles con la obra Ruijinyo shōnen – Burajiru wo tazunete. 
En 1981 publicó Zubon sencho-san no hanashi, la cual obtuvo el premio Obunsha de literatura infantil. El mismo año publicó Oodorobo Burabura-shi, obra que resultó ganadora del Premio Sankei Children's Books & Publishing.
En 1984 tanto Watashi no Mama wa Shizuka-chan (1980), como Zubon sencho-san no hanashi (1981),  obtuvieron el Premio de literatura Robo no Ishi. El mismo año, la novela Ohainnasai erimaki ni fue merecedora del Premio Sankei Children's Books & Publishing.
En 1985 publicó el primer volumen de la que sería su obra más famosa, Majo no takkyūbin (Nicky, la aprendiz de bruja -edición en español: Nocturna, 2019-). Esta novela da comienzo a una serie de 6 volúmenes cuyo último tomo se publicó en 2009. Ha sido galardonada con los premios Noma de Literatura Infantil y Shōgakukan de Libros Infantiles, además de ser la responsable del ingreso de la autora a la lista de honor de IBBY, en 1986. 
En 1989 Majo no takkyūbin fue adaptada a una película de animación por Studio Ghibli, a cargo de la dirección de Hayao Miyazaki, bajo el mismo título. Posteriormente, entre los años 1993 y 1996, la novela fue adaptada a un musical bajo la dirección de Yukio Ninagawa. En 2014 se produjo una película de acción real bajo la dirección de Takashi Shimizu. 
En 1996 participó en un proyecto internacional organizado por el Congreso IBBY de Groninga, en el cual se publica la obra Fingers of the Back of the Neck (Dedos en la nuca), o también conocido como Don't read this! and Other Tales of the Unnatural. El texto reúne 11 relatos de autores y autoras de diferentes países, dentro de los/as cuales se encuentran Susan Cooper, Margaret Mahy, Uri Orlev, Bjarne Reuter, Charles Mungoshi, Jordi Sierra i Fabra, Kit Pearson, Klaus Kordon, Paul Biegel y Roberto Piumini.
En 2000 recibe la Medalla con Cinta Morada por logros destacados en literatura Infantil, en Japón. 
En 2009 Akachan ga yatte kita fue seleccionado como Libro Excepcional para personas con discapacidad. 
En 2011 Zubon sencho-san no hanashi fue adaptado a un musical por Rkx International bajo la dirección de Koki Kishimoto, cuyo título fue designado como Fifi and the Seven Seas.
En 2012 recibe el Premio General Tonen para la Cultura Infantil por logros destacados en literatura Infantil. Un año más tarde fue condecorada con la Orden del Sol Naciente por logros destacados en el área de literatura infantil. 
En 2016 Tonneru no mori 1945 fue galardonada con el Premio Sankei Children's Books & Publishing.
En 2018 la autora fue reconocida con el premio Hans Christian Andersen, en el área de escritores/as, por su contribución duradera a la literatura infantil.
A la fecha, ha publicado alrededor de 200 obras originales, dentro de las cuales se incluyen libros infantiles, libros ilustrados, libros para adultos jóvenes y antologías de ensayos. Asimismo, la autora ha traducido al japonés aproximadamente 100 libros ilustrados extranjeros, de autores tales como Raymond Briggs y Dick Bruna.

## Libros
A continuación se despliega una lista que contiene el detalle de las obras de la autora:
| Título                                                                             | Título en japonés                                         | Año de publicación | Nota | Premios y reconocimientos |
| ---------------------------------------------------------------------------------- | --------------------------------------------------------- | ------------------ | --- | --- |
| Ruijinnyo shōnen, Burajiru o tazunete                                              | ルイジンニョ少年 ブラジルをたずねて                       | 1970               | | |
| Ashiato daare                                                                      | あしあとだあれ                                            | 1970               | | |
| Biru ni kieta kitsune                                                              | ビルにきえたきつね                                        | 1977               | | |
| Nesshi no omukosan                                                                 | ネッシーのおむこさん                                      | 1979               | | |
| Supageti ga tabetai yo                                                             | スパゲッティがたべたいよう                                | 1979               | | |
| Hanbaagu tsukurou yo                                                               | ハンバーグつくろうよ                                      | 1979               | | |
| Kkareraisu wa kowaizo                                                              | カレーライスはこわいぞ                                    | 1979               | | |
| Obake no Socchi zobizobizo                                                         | おばけのソッチ ぞびぞびぞー                               | 1979               | | |
| Watashi no Mama wa Shizuka-chan                                                    | わたしのママはしずかさん                                  | 1980               | | Ganador del Premio de literatura Robo no Ishi (1984) |
| Obake no Kocchi pi pi pi                                                           | おばけのコッチ ピピピ                                     | 1980               | | |
| Nandaka hen desu orusuban                                                          | なんだかへんですおるすばん                                | 1980               | | |
| Pizapai kun tasukete yo                                                            | ピザパイくんたすけてよ                                    | 1981               | | |
| Zubon sencho-san no hanashi                                                        | ズボン船長さんの話                                        | 1981               | | - Ganador del premio Obunsha de literatura infantil (1981) - Ganador del Premio de literatura Robo no Ishi (1984)                                               |
| Obake no Acchi nennen nenne                                                        | おばけのアッチ ねんねんね                                 | 1981               | | |
| Sarada de Genki                                                                    | サラダでげんき                                            | 1981               | | |
| Burajiru, musume to futari tabi                                                    | ブラジル、娘とふたり旅                                    | 1981               | | |
| Oodorobo Burabura-shi                                                              | 大どろぼうブラブラ氏                                      | 1981               | | Ganador del Premio Sankei Children's Books & Publishing (1982)                                                                                                  |
| Ebifurai o oikakero                                                                | エビフライをおいかけろ                                    | 1982               | | |
| Watashi no Papa wa Kenta-shi                                                       | わたしのパパはケンタ氏                                    | 1982               | | |
| Obake no Kocchi: akachan no maki                                                   | おばけのコッチ あかちゃんのまき                           | 1982               | | |
| Poshetto sageta noraneko-san                                                       | ポシェットさげたのらねこさん                              | 1982               | | |
| Wasurenbo o naosu niwa                                                             | わすれんぼうをなおすには                                  | 1982               | | |
| Hai kochira hagaki shimbunsha                                                      | はいこちらはがき新聞社                                    | 1982               | | |
| Hyo no Bonyari oyasumi o toru                                                      | ひょうのぼんやりおやすみをとる                            | 1982               | | |
| Furutsuponchi hai dekigari                                                         | フルーツポンチはいできあがり                              | 1983               | | |
| Kare pan da yattsukeyo                                                             | カレーパンでやっつけよう                                  | 1983               | | |
| Obachan no omiyage                                                                 | おばあちゃんのおみやげ                                    | 1983               | | |
| Obachan wa obake to nakayoshi                                                      | おばあちゃんはおばけとなかよし                            | 1983               | | |
| Obake no Socchi ichinensei no maki                                                 | おばけのソッチ 1 年生のまき                               | 1983               | | |
| Kaette kita Nesshi no omukosan                                                     | かえってきたネッシーのおむこさん                          | 1984               | | |
| Nenne ga daisuki                                                                   | ねんねがだいすき                                          | 1984               | | |
| Ohainnasai erimaki ni                                                              | おはいんなさいえりまきに                                  | 1984               | | Ganador del Premio Sankei Children's Books & Publishing (1984)                                                                                                  |
| Nazonazo no ouchi                                                                  | なぞなぞのおうち                                          | 1984               | | |
| Obake no Acchi: Supa maketto no maki                                               | おばけのアッチ：スーパーマーケットのまき                  | 1984               | | |
| Okashina usotsukiyasan                                                             | おかしなうそつきやさん                                    | 1984               | | |
| Okashina usotsukiyasan                                                             | おかしなうそつきやさん                                    | 1984               | | |
| Rakugaki wa kesanaide                                                              | らくがきはけさないで                                      | 1984               | | |
| Warukuchi shimaimasu                                                               | わるくちしまいます                                        | 1984               | | |
| Hanbaga pukapukadon                                                                | ハンバーガーぷかぷかどん                                  | 1985               | | |
| Kuma-kun no akubi                                                                  | くまくんのあくび                                          | 1985               | | |
| Nainai nainai                                                                      | ナイナイナイナイ                                          | 1985               | | |
| Neko no pajama dakko wa iya                                                        | ねこのパジャマだっこはいや                                | 1985               | | |
| Obake no Acchi kodomo puru no maki                                                 | おばけのアッチ こどもプールのまき                         | 1985               | | |
| Obake no Socchi ramen o dozo                                                       | おばけのソッチ ラーメンをどうぞ                           | 1985               | | |
| Oshiri o chikun to sasanaide                                                       | おしりをチクンとささないで                                | 1985               | | |
| Shippu sencho wa iya towa iimasen                                                  | シップ船長はいやとはいいません                            | 1985               | | |
| Majo no takkyūbin                                                                  | 魔女の宅急便                                              | 1985               | | - Ganador del premio Shōgakukan de Libros Infantiles (1985) - Ganador del premio Noma de Literatura Infantil (1985) - Acesso a la lista de honor de IBBY (1986) |
| Tanken Ieie                                                                        | たんけんイエイエ                                          | 1985               | | |
| Acchi no omuretsu popopopo poon                                                    | アッチのオムレツぽぽぽぽぽ～ん                            | 1986               | | |
| Kaba no Iyaiya-kun                                                                 | かばのイヤイヤくん                                        | 1986               | | |
| Mogura-san no ibik                                                                 | もぐらさんのいびき                                        | 1986               | | |
| Neko-chan no shakkuri                                                              | ねこちゃんのしゃっくり                                    | 1986               | | |
| Obake no Socchi oyomesan no maki                                                   | おばけのソッチ およめさんのまき                           | 1986               | | |
| Zo-san no unchi                                                                    | ぞうさんのうんち                                          | 1986               | | |
| Acchi to Bon no inaiinai guratan                                                   | アッチとボンのいないいないグラタン                        | 1987               | | |
| Hana-san no okyakusama                                                             | ハナさんのおきゃくさま                                    | 1987               | | |
| Kuma-kun no kushami                                                                | くまくんのくしゃみ                                        | 1987               | | |
| Nyaa nyaa kurisumasu                                                               | にゃあにゃあクリスマス                                    | 1987               | | |
| Okosama ranchi ga nigedashita                                                      | おこさまランチがにげだした                                | 1987               | | |
| Boku shigoto ni ikunda                                                             | ぼくしごとにいくんだ                                      | 1987               | | |
| Isoppu dōwa                                                                        | イソップどうわ                                            | 1988               | Traducción de fábulas de Esopo al japonés                                                                                            | |
| Boku no Takaramono doko desuka                                                     | ぼくのたからものどこですか                                | 1988               | | |
| Boku shacho dayo, ehen!                                                            | ぼく社長だよ、エヘン！                                    | 1988               | | |
| Gochiso bikkuribako                                                                | ごちそうびっくり箱                                        | 1988               | | |
| Majo no takkyubin                                                                  | 魔女の宅急便（点字版）                                    | 1988               | Libro versión braille | |
| Mogura-chan no onesho                                                              | もぐらちゃんのおねしょ                                    | 1988               | | |
| Gendai jidobungaku sakka taidan 3: Eiko Kadono, Erika Tachihara and Rieko Nakagawa | もぐらちゃんのおねしょ                                    | 1988               | Diálogo entre 3 escritoras de libros infantiles: Eiko Kadono, Erika Tachihara y Rieko Nakagawa                                       | |
| Ai to Samu no machi                                                                | アイとサムの街                                            | 1989               | | |
| Arajin to maho no ranpu hoka                                                       | アラジンとまほうのランプ ほか                             | 1989               | Traducción de La lámpara de Aladdín y otros cuentos                                                                                  | |
| Kono yubi tomare, ichinensei kyushoku buruburu                                     | このゆびとまれ 1 ねんせい きゅうしょくブルブル            | 1989               | | |
| Nazonazo Asobi Uta 1                                                               | なぞなぞあそびうた 1                                      | 1989               | | |
| Nazonazo Asobi Uta 2                                                               | なぞなぞあそびうた 2                                      | 1989               | | |
| Boku Byouki ja nai yo                                                              | ぼくびょうきじゃないよ                                    | 1989 -1994         | | |
| Odango suupu                                                                       |                                                           | 1989               | | |
| Majo no takkyūbin 2: Kiki to Atarashii Mahō                                        | 魔女の宅急便 その 2：キキと新しい魔法                     | 1993               | | |
| Torabeddo                                                                          | トラベッド                                                | 1994               | | |
| Kenkentobi no Kenchan                                                              | ケンケンとびのけんちゃん                                  | 1995               | | |
| The Mirror                                                                         | The Mirror                                                | 1996               | Relato contenido en el libro Don't read this! and Other Tales of the Unnatural (o Dedos en la nuca), proyecto internacional de IBBY. | |
| Chiki chiki chiki chiki isoide isoide                                              |                                                           | 1996               | | |
| Tokage no tohoho                                                                   | とかげのトホホ                                            | 1997               | | |
| Majo ni atta                                                                       | 魔女に会った                                              | 1998               | | |
| Naisho no yukidaruma                                                               | ないしょのゆきだるま                                      | 1998               | | |
| Akachan ga yatte kita                                                              |                                                           | 1998               | | Seleccionado como Libro Excepcional para personas con discapacidad (2009)                                                                                       |
| Kaiju Togetoge                                                                     | かいじゅうトゲトゲ                                        | 1999               | | |
| Majo no takkyūbin 3: Kiki to mō Hitori no Majo                                     | 魔女の宅急便 その 3：キキともうひとりの魔女               | 2000               | | |
| Shin majo zukan                                                                    | 新魔女図鑑                                                | 2000               | | |
| Chiisana oheme-sama                                                                | ちいさなおひめさま                                        | 2001               | | |
| Ringo-chan                                                                         | リンゴちゃん                                              | 2003               | | |
| Majo no takkyūbin 4: Kiki no Koi                                                   | 魔女の宅急便 その 4：キキの恋                             | 2004               | | |
| Mori no onsutēji                                                                   | もりのオンステージ                                        | 2005               | | |
| Ringo-chan to Noroi-san                                                            | リンゴちゃんとのろいさん                                  | 2005               | | |
| Shippu senchō to umibōzu                                                           | シップ船長とうみぼうず                                    | 2007               | | |
| Majo no takkyūbin 5: Mahō no Tomarigi                                              | 魔女の宅急便 その 5：魔法のとまり木                       | 2007               | | |
| Shirokuma no An'yo-kun                                                             | しろくまのアンヨくん                                      | 2008               | | |
| Majo no takkyūbin 6: Sorezore no Tabidachi                                         | 魔女の宅急便 その 6：それぞれの旅立ち                     | 2009               | | |
| Majo no Takkyubin Bangai-hen: Sono-chan ga Osono-san ni Natta Wake                 |                                                           | 2014               | Spin-off de Majo no Takkyubin | |
| Isuuma-kun                                                                         | いすうまくん                                              | 2014               | | |
| Obake no Acchi: Pan pan pankeki                                                    | おばけのアッチ パン・パン・パンケーキ                     | 2015               | | |
| Tonneru no mori 1945                                                               | トンネルの森                                              | 2015               | | Ganador del Premio Sankei Children's Books & Publishing (2016)                                                                                                  |
| Kadono Eiko san to kodomo no hon no hanashi o shiyo                                | 角野栄子さんと子どもの本の話をしよう                      | 2015               | Publicación por el 40.º aniversario JBBY                                                                                             | |
| Watashi ga kodomo no koro senso ga atta                                            | わたしが子どものころ戦争があった：児童文学者が語 る現代史 | 2015               | | |
| Jitensha giruri giruri                                                             | じてんしゃギルリギルリ                                    | 2016               | | |
| Kiki ni deatta hitobito                                                            | キキに出会った人びと：魔女の宅急便特別編                  | 2016               | | |
| Obake no Acchi - Oshiro no keeki                                                   | おばけのアッチ おしろのケーキ                             | 2017               | | |
| 'Sakka' to 'Majo' no Atsumacchatta Omoide                                          |                                                           | 2019               | Ensayo | |